# Phrixosceles hydrocosma
Phrixosceles hydrocosma là một loài bướm đêm thuộc họ Gracillariidae. Nó được tìm thấy ở Ấn Độ (Meghalaya).